# 小叶马铃苣苔
小叶马铃苣苔（学名：Oreocharis elliptica var. parvifolia）为苦苣苔科马铃苣苔属下的一个变种。

## 扩展阅读
- 維基物種上的相關：小叶马铃苣苔